# Parti démocrate (Turquie)
Pour les articles homonymes, voir Parti démocrate.
Ne doit pas être confondu avec Parti démocrate (Turquie, 2007).
 (septembre 2019).
Si vous disposez d'ouvrages ou d'articles de référence ou si vous connaissez des sites web de qualité traitant du thème abordé ici, merci de compléter l'article en donnant les références utiles à sa vérifiabilité et en les liant à la section « Notes et références ».
Le Demokrat Parti ou DP (« Parti démocrate ») était un parti politique de Turquie, conservateur et laïc.
Il a été fondé le 7 janvier 1946 par quatre députés issus du parti kémaliste au pouvoir, dont : Celâl Bayar (ancien Premier ministre sous Mustafa Kemal Atatürk) et Adnan Menderes (futur Premier ministre).
Il arrive au pouvoir en 1950 et est ensuite dissous par l'armée en 1960. Il sera recréé sous la forme du Parti de la justice dans les années 1960-1970 (dont un des leaders sera Süleyman Demirel), lui-même dissout et dont le successeur sera le Parti de la juste voie et le Parti de la mère patrie, dans les années 1980-2000, le premier laissant à son tour la place à une résurrection du Parti démocrate en 2007.

## Contexte
La fin de la Seconde Guerre mondiale provoque une succession de remous en Turquie. Deux groupes sociaux font pression sur le gouvernement pour obtenir une démocratisation du régime politique. La bourgeoisie, qui s'est considérablement enrichie par la spéculation, n'a plus besoin des bureaucrates kémalistes pour diriger le pays. Elle s'allie en ce sens aux grands propriétaires terriens qui s’opposent à la nouvelle réforme agraire qui prévoit la nationalisation des terres dont la superficie excède 50 hectares.
Ces deux classes sociales souhaitent l'avènement du multipartisme pour s’emparer du pouvoir et diriger à leur tour le pays à la place des bureaucrates du CHP.

### Rupture au sein du CHP
La bourgeoisie et les grands propriétaires terriens (alliés par les circonstances) font pression sur les autorités kémalistes pour contraindre celles-ci à renoncer au pouvoir et à instaurer le multipartisme. Ils manipulent certains députés du parlement, qui deviennent les « représentants » de ces classes sociales.
Ces députés, au nombre de 5, se manifestent lors du vote du budget de l’État, le 29 mai 1945, qu'ils rejettent. Puis, ils déclenchent une violente campagne (par voie de presse) contre les autres députés du CHP lors du projet de réforme agraire et en profitent pour demander la démocratisation du régime.
Le jeune Adnan Menderes, membre du CHP, fait une intervention le 15 août au parlement où il utilise la ratification par la Turquie de la proclamation des Droits de l'Homme de l'ONU, pour demander l'abrogation des lois anti-démocratiques du régime kémaliste. Il est soutenu en ce sens par Celâl Bayar, Refik Koraltan et Fuat Köprülü.

### Avènement du multipartisme
Les pressions qu’exercent les classes dominantes (bourgeoisie et propriétaires terriens), via les quatre députés précités sur le gouvernement des bureaucrates kémalistes sont couronnées de succès et le régime s'engage dans la voie de la démocratie et du multipartisme. Le président de la République : Mustafa İsmet İnönü (CHP), cède aux pressions internes et externes au pouvoir et décide d’une libéralisation du champ politique. Le CHP vote la loi du 5 juin 1946, qui institue la liberté d'association et les partis politiques (sous réserve qu'ils ne soient pas religieux). Plusieurs partis sont légalisés, dont le Parti Démocrate. 
Le Parti Démocrate, bien que qu'affirmant représenter la totalité du peuple turc, est en fait le représentant de la bourgeoisie turque (qui souhaite bénéficier du libéralisme économique pour s'enrichir), alliée de circonstance des grands propriétaires terriens. 
Les premières élections législatives de la République se déroulent le 21 juillet 1946. Elles sont remportées massivement par le CHP qui obtient 395 sièges. Le Parti Démocrate en obtient 66 et les indépendants 4. 
Les courants islamistes profitent eux aussi de la libéralisation du régime pour faire pression sur les partis politiques nouvellement créés pour obtenir des concessions sur l'islam et sur la charia. Le CHP étant pour eux inconciliable, les islamistes portent tous leurs efforts sur les partis d'opposition comme le DP pour tenter de l'influencer, voire de l’infiltrer. Le DP, pour se maintenir au pouvoir, finira d'ailleurs par nouer une alliance avec eux. 

## Le DP arrive au pouvoir
Les élections législatives du 14 mai 1950 voient la victoire écrasante du Parti démocrate. Il obtient 53,3 % des voix et 408 députés sur 497. Il bénéficiera de la majorité au parlement turc jusqu'au coup d'État du 27 mai 1960. 
On peut y voir la conséquence du changement vers lequel aspirait la majorité de la population depuis de longues années. De plus, au contraire des kémalistes, le DP a su nouer un dialogue avec le peuple et se faire accepter comme son propre parti politique en se montrant respectueux de l’islam et des valeurs traditionnelles et morales (son programme de 1946 stipule d’ailleurs que : « Notre parti comprend la laïcité en ce sens que l’État n’intervient pas dans les affaires religieuses. Il rejette l'interprétation qui dresse la laïcité contre l’islam, la liberté religieuse étant un droit fondamental. La préparation d'un programme par les spécialistes concernant aussi bien l'enseignement religieux que les institutions pour préparer les religieux, est nécessaire en Turquie »).
Arrivé au pouvoir, le parti élit Adnan Menderes au poste de Premier ministre et Celâl Bayar au poste de président de la République. 
Le pays s'engage alors totalement dans le mode de production capitaliste (opposé au féodalisme), ce qui induit d'importantes conséquences sociales et structurelles.
Le DP mène une politique axée sur le libéralisme économique et sur la diminution du poids de l’État dans la vie publique. Mais, parallèlement, il gagne le soutien de la paysannerie turque en mécanisant l'agriculture, en développant le système coopératif et en décentralisant l'industrie. Il instaure des exonérations d'impôt pour les producteurs agricoles, facilite l'obtention de crédit et fait en sorte que l’État achète le blé à un prix deux fois plus élevé que le cours mondial. Parallèlement, il fournit aux paysans plus de 42 000 tracteurs. 
Cette politique, bien que financée par les prêts américains du plan Marshall montre rapidement ses limites avec un déficit budgétaire élevé et surtout des résultats en matière de production et de développement économique très inférieurs aux attentes.
À partir de 1955, la crise économique et l'autoritarisme du Premier ministre provoquent une vague de protestation dans tout le pays, qui se voit par la perte d'influence du parti lors des élections de 1955 (il passe de 53 à 47 % des voix). 
Adnan Menderes entame alors un virage beaucoup plus religieux pour garder un soutien populaire très sensible aux arguments islamiques. Certaines lois laïques datant d’Atatürk sont abrogées. Le budget alloué à la présidence des affaires religieuses est triplé (gérant le culte musulman) pour augmenter le nombre d'imams, de prédicateurs et de muftis et une vaste campagne de construction de mosquées est entamée. Le Premier ministre autorise l'utilisation de l'arabe dans les manuels religieux et pour l’appel à la prière. Enfin, Menderes rétablit les cours d'islam dans les écoles publiques. Ces mesures sont votées parallèlement à la tenue d'un discours aux accents islamistes par le DP (Le Premier ministre déclarant en 1956 à Konya « si le peuple le désire, il peut même rétablir le califat »).
Ce revirement spectaculaire du DP permet au parti de garder le soutien du monde rural (80 % de la population). Mais le DP, sans le savoir, favorise aussi le développement et le retour en force des sectes, ordres et courants religieux (violemment combattus et affaiblis depuis l'époque d’Atatürk) et assoit leur popularité sur la population.

## Dissolution du Parti démocrate
Le 27 mai 1960, le mécontentement général à l'encontre du DP aboutit à un coup d’État militaire qui met fin au parti et à sa politique religieuse. L'armée s'empare du pouvoir afin de garantir les principes républicains et laïcs du kémalisme et instaure le Comité d'union nationale qui gouverne le pays le temps de la transition militaire. Une nouvelle constitution, plus libérale que la première, est approuvée par référendum et instaure un régime plus démocratique.
Le Premier ministre Adnan Menderes est accusé d'avoir violé la Constitution de la République. Il est renversé et condamné à mort par un tribunal militaire. Il est pendu le 17 septembre 1961 sur l’île d’İmralı.
Le Parti démocrate est dissous par les militaires qui l'accusaient d'être devenu un parti islamiste qui voulait détruire les institutions républicaines pour rétablir le califat. Mais en dépit de cette dissolution, le Comité d'union nationale ne prend aucune mesure remettant en cause les assouplissements du DP vis-à-vis de la laïcité, actant l’attachement populaire à l'islam.
L'armée se retire de la vie politique le 11 février 1961, date où est créé le Parti de la justice, par une partie des cadres du DP. Celui-ci sera lui-même dissout en 1980, puis ses membres ont fondé en 1983 le Parti de la juste voie et le Parti de la mère patrie. Le Parti de la juste voie, devenu le Parti démocrate en 2007, a absorbé de 2009 à 2011 le Parti de la mère patrie. Ces deux partis sont les deux héritiers du Parti démocrate encore en activité.